# Kazimierz Ilnicki
Kazimierz Ilnicki (ur. 28 sierpnia?/10 września 1903 w Popiełuchach w rejonie winnickim, zm. 23 września 1970 w Dniepropietrowsku) – generał major Armii Czerwonej. Oddelegowany do ludowego Wojska Polskiego w latach 1945–1958.

## Życiorys
W 1920 ukończył męskie gimnazjum w Żmerynce, następnie od stycznia 1921 do lutego 1923 na Podolu był kancelistą w cukrowni i dziesiętnikiem leśnym w zakładzie przemysłu drzewnego. Sekretarz gminy w Popiełuchach do 24 września 1925 roku, a następnie powołany do Armii Czerwonej. W 1928 skończył Zakaukaską Szkołę Piechoty w Tbilisi, 1930–1931 odbył kurs w Sołniecznogorsku pod Moskwą, potem został dowódcą plutonu, a w grudniu 1931 dowódcą szwadronu 64 Kaukaskiego Pułku Kawalerii. Przeniesiony do 66 Kaukaskiego Pułku Kawalerii w którym do 25 lipca 1937 roku pełnił obowiązki dowódcy szwadronu, instruktora jazdy konnej, komendanta szkoły podoficerskiej i pomocnika szefa sztabu pułku. W ramach czystek stalinowskich w lipcu 1937 zwolniony do rezerwy, pracował w Dniepropietrowsku w cegielni jako pomocnik dyrektora zaopatrzenia technicznego, a następnie kierownik zarządu mieszkań.
22 czerwca 1941 zmobilizowany w stopniu kapitana, walczył na froncie południowym. W lipcu 1942 został ranny w rękę. We wrześniu 1942 awansowany na majora. Od 23 września 1942 do 28 września 1943 roku był dowódcą zwiadu 12 Dońskiej Gwardyjskiej Dywizji Kawalerii. Od 13 grudnia 1943 do 28 sierpnia 1944 kursant w szkole kawalerii, a po jej ukończeniu do 11 kwietnia 1945 pełnił obowiązki pomocnika dyrektora ds. przeciwlotniczych w fabryce w Dniepropietrowsku.
W kwietniu 1945 skierowany do służby w Wojsku Polskim, pracował w sztabie 11 Dywizji Piechoty, w którym do 7 stycznia 1946 roku był szefem Wydziału II i Wydziału Operacyjnego. Od stycznia do 26 sierpnia 1946 był dowódcą 40 pułku piechoty w Bolesławcu. 19 sierpnia 1946 uchwałą Krajowej Rady Narodowej nr 57 awansowany na pułkownika i mianowany szefem sztabu 8 Dywizji Piechoty w Sanoku. Rozkazem MON nr 1026 z 28 sierpnia 1947 roku wyznaczony na dowódcę 5 Saskiej Dywizji Piechoty. Od listopada 1948 szef sztabu Okręgu Wojskowego nr 4 we Wrocławiu. Od 8 października 1952 do 12 grudnia 1957 roku szef Zarządu X Sztabu Generalnego WP. 25 sierpnia 1956 mianowany generałem majorem Armii Radzieckiej. W styczniu 1958 zakończył służbę w Wojsku Polskim i wrócił do ZSRR.

## Ordery i odznaczenia
- Order Sztandaru Pracy II klasy (1956)
- Krzyż Kawalerski Orderu Odrodzenia Polski (30 maja 1946)[4]
- Złoty Krzyż Zasługi (1954)
- Srebrny Krzyż Zasługi (1946)
- Srebrny Medal „Siły Zbrojne w Służbie Ojczyzny” (1955)
- Brązowy Medal „Siły Zbrojne w Służbie Ojczyzny”[3]
- Krzyż Wojenny Czechosłowacki 1939 (1949)